# Blast from the Past
Blast from the Past è una raccolta dei successi del gruppo tedesco Gamma Ray, pubblicato il 6 giugno 2000 dalla Sanctuary Records.
La scelta delle canzoni da inserire nella raccolta è stata fatta dalla band con un sondaggio tra i fan: solo le 3 canzoni più votate per album sono infatti state scelte e pubblicate nella compilation.
Tutte le tracce del primo disco,  e le prime 3 del secondo, sono state ri-registrate dalla nuova formazione della band e ricantate da Hansen (infatti tutti i brani del primo disco appartenevano al periodo in cui il cantante era Ralf Scheepers).

## Tracce

### CD 1
1. Welcome – 0:57 (musica: Hansen)
2. Lust for Life – 5:26 (Hansen)
3. Heaven Can Wait – 4:30 (Hansen)
4. Heading For Tomorrow – 14:59 (Hansen)
5. Changes – 5:29 (testo: Hansen, Wessel – musica: Hansen, Scheepers, Schlächter, Wessel)
6. Rich & Famous – 4:52 (Hansen) – Traccia bonus dell'edizione giapponese
7. One With The World – 4:50 (testo: Hansen – musica: Hansen, Wessel)
8. Dream Healer – 7:35 (testo: Hansen, Scheepers – musica: Hansen)
9. Tribute To The Past – 4:46 (testo: Hansen – musica: Hansen, Rubach)
10. Last Before The Storm – 4:57 (Hansen)
11. Heal Me – 7:34 (testo: Hansen, Schlächter – musica: Schlächter)

Durata totale: 65:55

### CD 2
1. Rebellion in Dreamland – 8:46 (Hansen)
2. Man On a Mission – 5:44 (Hansen)
3. Land of the Free – 4:38 (Hansen)
4. The Silence – 6:29 (Hansen)
5. Beyond the Black Hole – 6:00 (testo: Hansen – musica: Hansen, Zimmermann, Schlächter)
6. Somewhere Out in Space – 5:27 (Hansen)
7. Valley of the Kings – 3:50 (Hansen)
8. Anywhere In The Galaxy – 6:36 (Hansen)
9. Send Me A Sign – 4:06 (Richter)
10. Armageddon – 8:50 (Hansen)

Durata totale: 60:26

## Formazione
- Kai Hansen - voce e chitarra
- Henjo Richter - chitarra e tastiera
- Dirk Schlächter - basso
- Dan Zimmermann - batteria